# Inoussa Dangou
Inoussa Dangou är en friidrottare från Benin. Han deltog vid olympiska sommarspelen 1980.